# Julian Stachiewicz
Julian Stachiewicz, ps. „Wicz” (ur. 26 lipca 1890 we Lwowie, zm. 20 września 1934 w Warszawie) – polski historyk wojskowości, generał brygady Wojska Polskiego, kawaler Orderu Virtuti Militari.

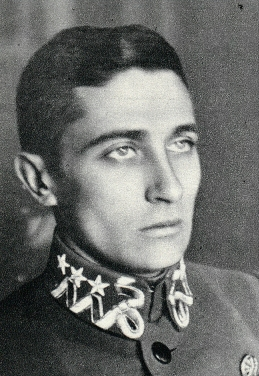
Julian Stachiewicz jako kapitan Legionów Polskich

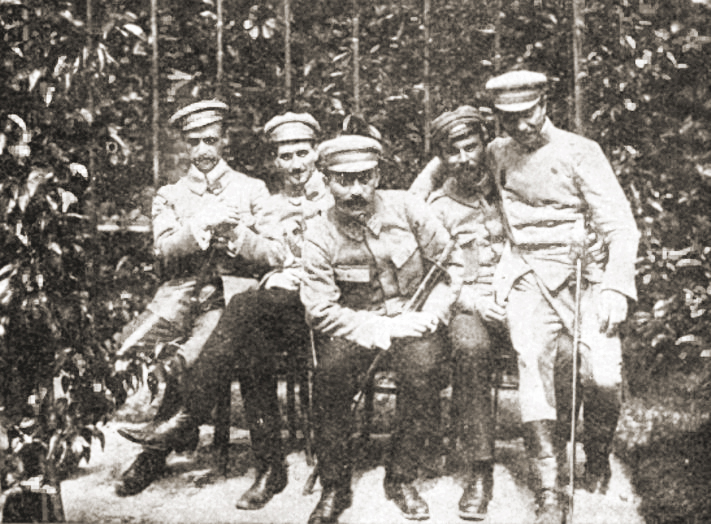
Grupa członków Związku Strzeleckiego: Jerzy Ołdakowski, Julian Stachiewicz, Mieczysław Ryś-Trojanowski, Edward Rydz-Śmigły i Władysław Belina-Prażmowski, Ropienka 1914

## Życiorys

### Dzieciństwo i młodość
Urodził się 26 lipca 1890 we Lwowie, w rodzinie lekarza Teofila Stachiewicza i Anieli z Kirchmayerów. Był starszym bratem Wacława Stachiewicza i kuzynem Jerzego Kirchmayera. Kształcił się i działał we Lwowie, w Związku Strzeleckim. W 1908 ukończył C.K. V Gimnazjum we Lwowie i zdał z odznaczeniem egzamin dojrzałości. Następnie przez cztery lata studiował na Wydziale Filozofii Uniwersytetu Jagiellońskiego (egzaminów końcowych nie zdał). Był członkiem Związku Walki Czynnej. Był czynnym członkiem Akademickiego Klubu Turystycznego we Lwowie. Absolwent Uniwersytetu Jagiellońskiego (1912), kursu oficerów austro-węgierskiego Sztabu Generalnego (1917) i Centrum Studiów Artyleryjskich (1919).

### Służba w Legionach Polskich
W latach 1914–1917 służył w Legionach Polskich. Po kryzysie przysięgowym przeszedł do pracy w konspiracji, był m.in. szefem Sztabu Komendy Głównej Polskiej Organizacji Wojskowej. W listopadzie 1918 powierzono mu dowodzenie oddziałem wysłanym z Krakowa do Przemyśla w celu obrony przed Ukraińcami.

### Dwudziestolecie międzywojenne
W 1919 został szefem Sztabu Dowództwa Głównego Wojsk Wielkopolskich, po czym skierowano go do Oddziału III Naczelnego Dowództwa, gdzie w marcu 1920 objął funkcję szefa tego oddziału. W sierpniu 1920 wyznaczono go na stanowisko szefa Sztabu Kwatery Głównej Naczelnego Wodza, krótko dowodził 65 pułkiem piechoty, po czym był szefem Sztabu Frontu Środkowego, a od września 1920 – szefem Sztabu 6 Armii. Na polecenie Józefa Piłsudskiego przygotował wraz z Bolesławem Wieniawą-Długoszowskim i adiutantem Naczelnika Państwa – Stanisławem Radziwiłłem plan operacji kijowskiej.
9 maja 1921, po zakończeniu wojny polsko-rosyjskiej, wyznaczony został na stanowisko I oficera sztabu Inspektoratu Armii nr III w Toruniu. 9 kwietnia 1922 mianowany został dowódcą 13 Dywizji Piechoty w Równem. W 1923 powierzono mu kierowanie Wojskowym Biurem Historycznym Sztabu Generalnego.
31 marca 1924 Prezydent RP Stanisław Wojciechowski, na wniosek Ministra Spraw Wojskowych generała dywizji Władysława Sikorskiego, nadał mu stopień generała brygady ze starszeństwem z dniem 1 lipca 1923 i 21. lokatą w korpusie generałów.
Z jego inicjatywy 22 września 1928 powołano Towarzystwo Badania Historii Obrony Lwowa i Województw Południowo-Wschodnich. W 1928 powołał do życia Przegląd Historyczno-Wojskowy oraz został sekretarzem generalnym Instytutu Badania Najnowszej Historii Polski. Przez wiele lat był prezesem Towarzystwa Wiedzy Wojskowej, a takie przewodniczącym Głównej Rady Programowej Polskiego Radia. W 1932 został współpracownikiem Komisji Historyczno-Wojskowej Polskiej Akademii Umiejętności.
Julian Stachiewicz w 1926 ożenił się z Marią (Marylą) Jadwigą z Sawickich (1892–1972), siostrą generała Kazimierza Sawickiego, z którą miał dwóch synów: Mieczysława (1917–2020) i Kazimierza (1920–2002).
Zmarł na gruźlicę w Warszawie 20 września 1934. Został pochowany na Cmentarzu Wojskowym na Powązkach w Warszawie (kwatera A 5-7-17).

## Ordery i odznaczenia
- Krzyż Srebrny Orderu Wojskowego Virtuti Militari (15 marca 1921)[8]
- Krzyż Komandorski Orderu Odrodzenia Polski (10 listopada 1928)[9][10]
- Krzyż Niepodległości z Mieczami (6 listopada 1930)[11][12]
- Krzyż Oficerski Orderu Odrodzenia Polski (2 maja 1922)[13][14]
- Krzyż Walecznych (czterokrotnie, po raz 1 i 2 w 1922)[15]
- Złoty Krzyż Zasługi (19 marca 1931)[16]
- Medal Pamiątkowy za Wojnę 1918–1921[17]
- Medal Dziesięciolecia Odzyskanej Niepodległości[17]
- Znak oficerski „Parasol”[17]
- Odznaka „Za wierną służbę”[17]
- Wielki Oficer Orderu Świętego Sawy (Jugosławia, 1929[18])[6]
- Krzyż Komandorski Orderu Korony Rumunii (Rumunia, 19 czerwca 1922)[19]
- Komandor Orderu Gwiazdy Rumunii z Mieczami (Rumunia)[6]
- Komandor Orderu Legii Honorowej (Francja, 1932)[20]
- Oficer Orderu Legii Honorowej (Francja)
- Kawaler Orderu Legii Honorowej (Francja, 1921)[21]
- Order Krzyża Żelaznego II klasy (Prusy, grudzień 1915)[22][23]

## Upamiętnienie
W latach 1996–2000 gen. bryg. Julian Stachiewicz był patronem 14 Przemyskiego batalionu dowodzenia.